# Silverskärsfjärden
Silverskärsfjärden är en fjärd i Saltvik kommun på Åland. Den ligger i södra delen av den vidare Boxöfjärden och öster om ön Silverskär. Fjärden är omkring 3,5 kilometer bred i öst-västlig riktning och omkring 1,5 kilometer i syd-nordlig riktning.
I väster är Silverskärsfjärden genom Boxö sund förbunden med Saggöfjärden och i öster övergår den i Simskälafjärden.